# Márcio Saraiva
Márcio Saraiva, född 20 juni 1981 i Bauru, är en brasiliansk tidigare fotbollsspelare som spelade som back/defensiv mittfältare. Han spelade i AIK under höstsäsongen 2006. Hade ett kontrakt på ett halvår med en option på ytterligare 2 år men efter sparsamt med speltid valde bägge parterna att inte förnya kontraktet.